# The King of In Between
The King of In Between je studiové album amerického hudebníka Garlanda Jeffreyse. Vydáno bylo 7. června 2011 společností Big Lake Records. Spolu s Jeffreysem jej produkovali Larry Campbell a Mark Bosch. Album smíchal Roy Cicala, jenž s Jeffreysem spolupracoval již v minulosti. Jelikož v době vzniku alba žil v Brazílii, mixování s hudebníkem řešil přes telefon a e-mail. Autorem fotografie na obalu alba je Anton Corbijn.

## Seznam skladeb
Autorem všech skladeb je Garland Jeffreys.
1. „Coney Island Winter“
2. „I'm Alive“
3. „Streetwise“
4. „The Contortionist“
5. „All Around the World“
6. „'Til John Lee Hooker Calls Me“
7. „Love Is Not a Cliché“
8. „Rock and Roll Music“
9. „The Beautiful Truth“
10. „Roller Coaster Town“
11. „In God's Waiting Room“

Bonusy
1. „She's a Killer“
2. „Everybody“

## Obsazení
- Garland Jeffreys – zpěv, kytara
- Larry Campbell – kytara, mandolína, housle, aranžmá
- Clark Gayton – pozoun
- Jerry Johnson – saxofon
- George Kouao – klávesy
- Brian Mitchell – klávesy, varhany, akordeon, klavír
- Junior Marvin – kytara
- Hugh McCracken – kytara
- Duke Levine – kytara
- Mark Bosch – kytara, varhany, klavír
- Duncan Sheik – kytara
- Alan Freedman – kytara
- Jeremy Chatzky – baskytara
- John Conte – baskytara
- Mike Merritt – baskytara
- Pino Palladino – baskytara
- Rich Pagano – bicí, perkuse
- Steve Golding – bicí
- Steve Jordan – bicí
- Cindy Mizelle – doprovodné vokály
- Lou Reed – doprovodné vokály
- Vaneese Thomas – doprovodné vokály
- Savannah Jeffreys – doprovodné vokály